# Fiennes
Fiennes ist eine französische Gemeinde mit 849 Einwohnern (Stand 1. Januar 2022) im Département Pas-de-Calais in der Region Hauts-de-France; sie gehört zum Arrondissement Calais und zum Kanton Calais-2.

## Lage
Die Gemeinde Fiennes liegt im Regionalen Naturpark Caps et Marais d’Opale, 14 Kilometer östlich des Cap Gris Nez und damit im unmittelbaren Hinterland der Ärmelkanalküste und etwa 13 Kilometer südlich von Calais. Im Nordosten der Gemeinde steht ein Windpark mit sechs Windkraftanlagen. Nachbargemeinden von Fiennes sind Caffiers im Norden, Guînes im Nordosten und Osten, Hermelinghen im Südosten, Hardinghen im Süden, Rety im Südwesten sowie Ferques im Westen.

## Einwohnerentwicklung
| Jahr                       | 1962 | 1968 | 1975 | 1982 | 1990 | 1999 | 2006 | 2015 | 2022 |
| -------------------------- | ---- | ---- | ---- | ---- | ---- | ---- | ---- | ---- | ---- |
| Einwohner                  | 784  | 747  | 682  | 739  | 760  | 813  | 857  | 891  | 849  |
| Quellen: Cassini und INSEE |      |      |      |      |      |      |      |      |      |

## Sehenswürdigkeiten

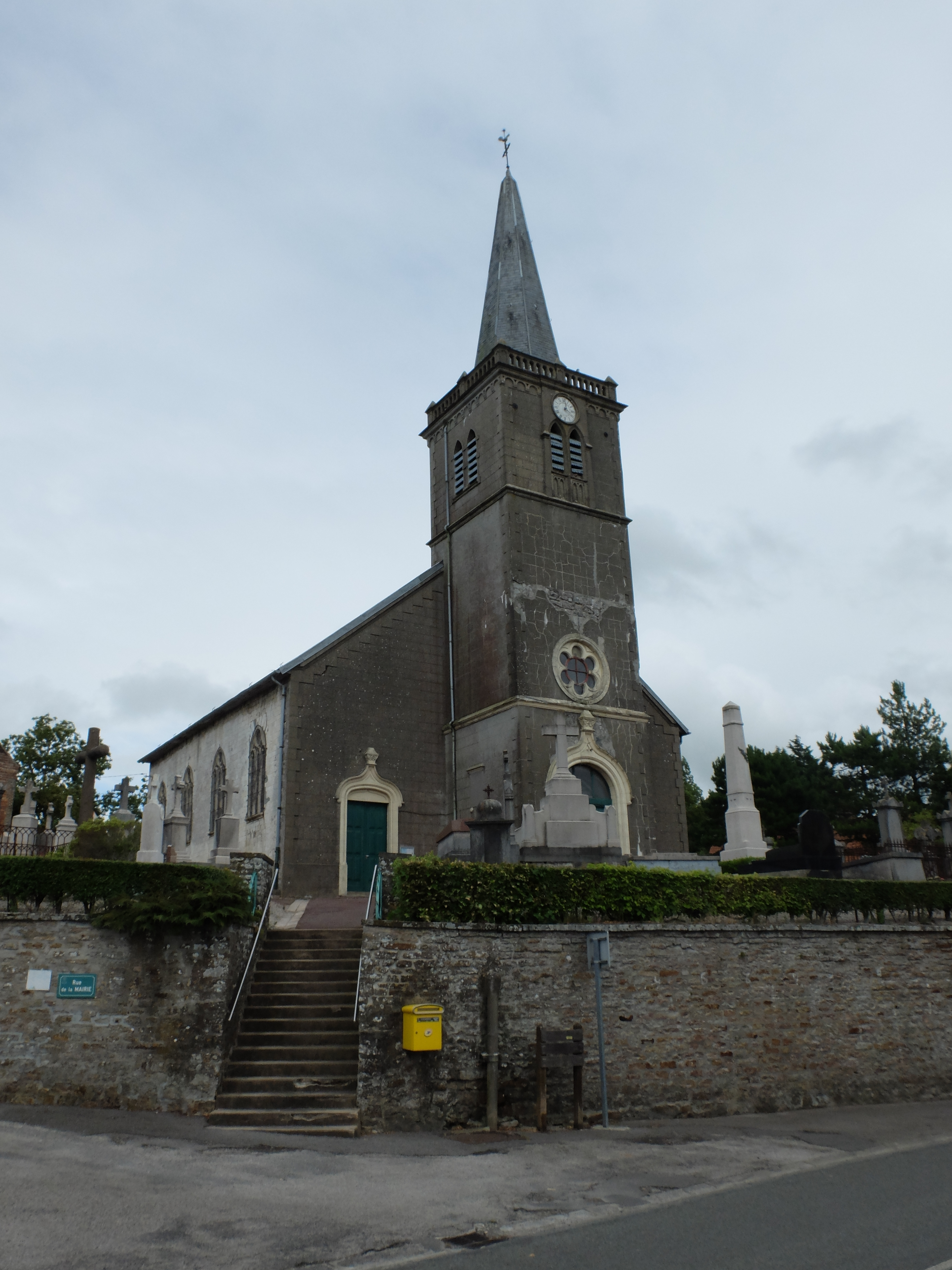
Kirche Saint-Martin
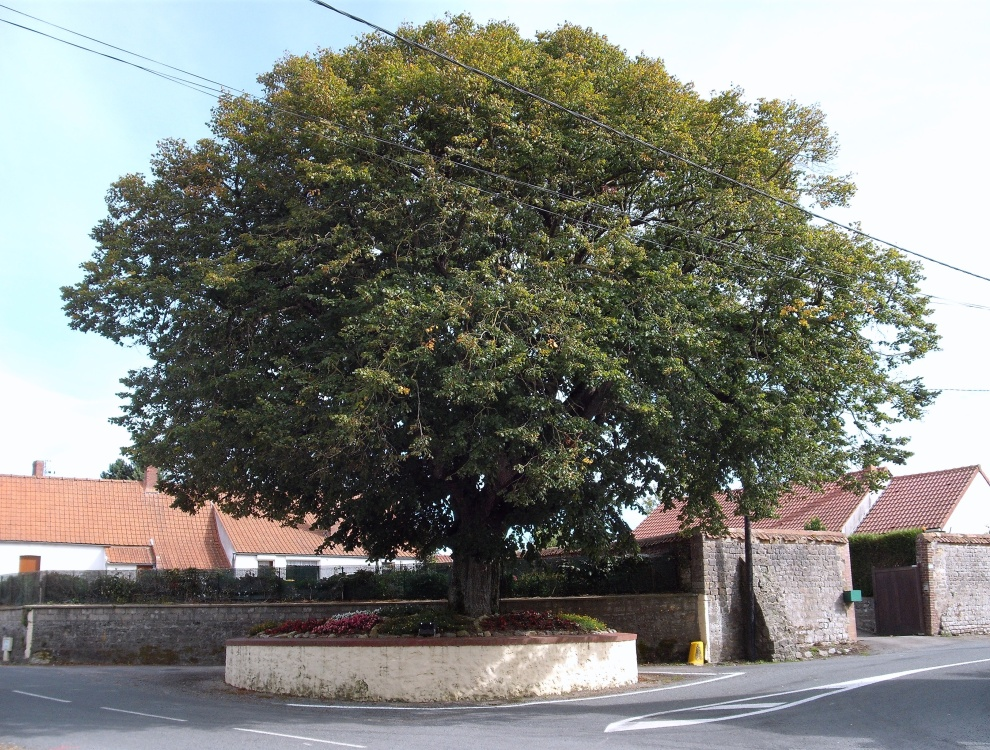
alte Linde (Tilleul du Crocq)
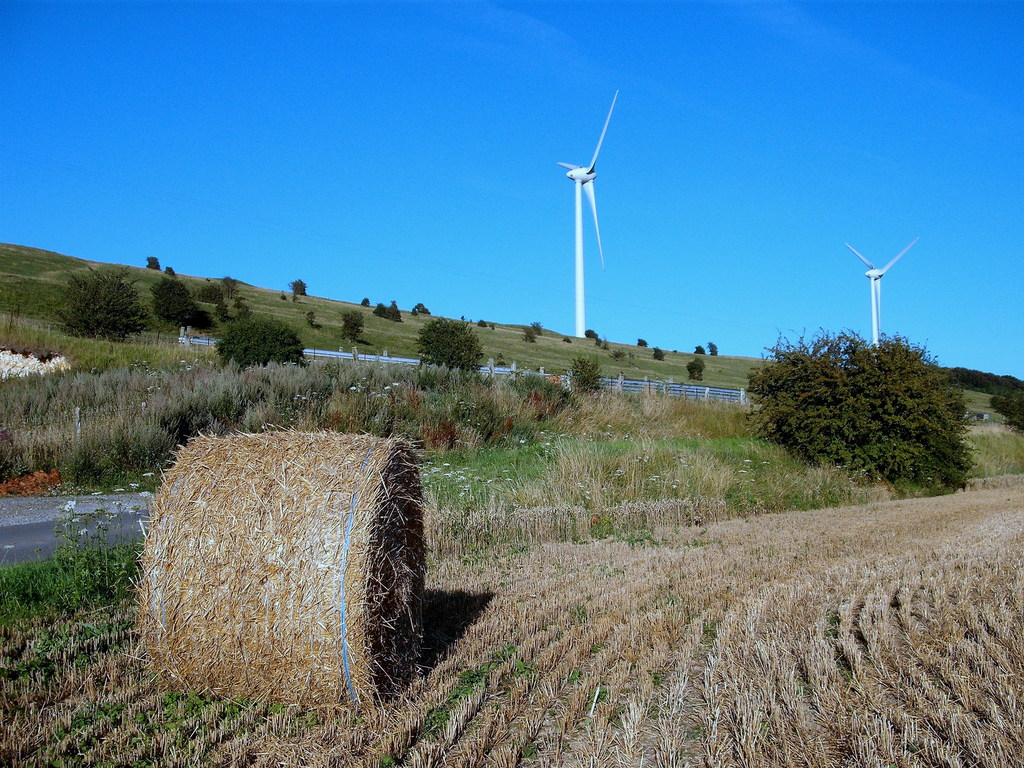
Windräder auf dem Mont de Fiennes

- Kirche Saint-Martin
- Alte Linde
- Windräder auf dem Mont de Fiennes